# USS Stoddard (DD-566)
USS Stoddard (DD-566) là một tàu khu trục lớp Fletcher được Hải quân Hoa Kỳ chế tạo trong Chiến tranh Thế giới thứ hai. Nó là chiếc tàu chiến duy nhất của Hải quân Mỹ được đặt theo tên James Stoddard (1838-?), một hạ sĩ quan được trao tặng Huân chương Danh dự trong cuộc Nội chiến Hoa Kỳ. Nó hoạt động cho đến hết Thế Chiến II, được cho xuất biên chế năm 1947, rồi nhập biên chế trở lại năm 1951 và đã tiếp tục phục vụ trong Chiến tranh Việt Nam. Nó ngừng hoạt động năm 1969, rút đăng bạ năm 1975, nhưng tiếp tục phục vụ như là mục tiêu thử nghiệm các hệ thống phòng thủ tầm gần hiện đại, bao gồm Phalanx CIWS, cho đến khi bị đánh chìm năm 1997. Nó được tặng thưởng ba Ngôi sao Chiến trận trong Thế Chiến II, và thêm ba Ngôi sao Chiến trận khác tại Việt Nam.

## Thiết kế và chế tạo
Stoddard được đặt lườn tại xưởng tàu của hãng Seattle-Tacoma Shipbuilding Corporation ở Seattle, Washington vào ngày 10 tháng 3 năm 1943. Nó được hạ thủy vào ngày 19 tháng 11 năm 1943; được đỡ đầu bởi bà Mildred Gould Holcomb; và nhập biên chế vào ngày 15 tháng 4 năm 1944 dưới quyền chỉ huy của Hạm trưởng, Trung tá Hải quân Horace Meyers.

## Lịch sử hoạt động

### Thế Chiến II

#### Chiến dịch Bắc Thái Bình Dương
Sau khi hoàn tất chạy thử máy huấn luyện ngoài khơi San Diego, California và đại tu sau thử máy tại Seattle, Stoddard rời vùng bờ Tây vào ngày 16 tháng 7 năm 1944 hộ tống một đoàn tàu vận tải đi sang khu vực quần đảo Hawaii, đi đến Trân Châu Cảng vào ngày 29 tháng 7. Nó trải qua một đợt sửa chữa ngắn khác tại đây trước khi hướng lên phía Bắc. Nó đi đến Adak, Alaska vào ngày 8 tháng 8, gia nhập Lực lượng Đặc nhiệm 94, bao gồm các tàu tuần dương hạng nhẹ Trenton (CL-11), Concord (CL-10), Richmond (CL-9) và các tàu khu trục của Đội khu trục 57.
Nhiệm vụ của Lực lượng Đặc nhiệm 94 là quấy phá các tiền đồn của Đế quốc Nhật Bản trên quần đảo Kuril ở phía Đông Bắc của chính quốc Nhật Bản, về phía Tây của quần đảo Aleut. Đến ngày 14 tháng 8, Stoddard lên đường cùng lực lượng đặc nhiệm cho đợt tấn công càn quét đầu tiên xuống các căn cứ tiền phương của đối phương. Tuy nhiên, hoàn cảnh thời tiết xấu buộc các con tàu phải hủy bỏ nhiệm vụ. Lực lượng Đặc nhiệm 94 được đổi tên thành Lực lượng Đặc nhiệm 92 giữa hai lượt nhiệm vụ, và đợt thứ hai lại bắt đầu vào ngày 26 tháng 8. Thời tiết xấu một lần nữa làm hỏng cuộc tấn công, và lực lượng đặc nhiệm rút lui về đảo Attu. Các cơn bão nặng nề thường xuyên diễn ra khiến Lực lượng Đặc nhiệm 92 chỉ có thể tung ra cuộc đột kích vào cuối tháng 11.
Lúc chiều tối ngày 21 tháng 11, lực lượng tuần dương-khu trục đã bắn phá các căn cứ của Nhật Bản tại Matsuwa, gây hư hại nặng cho sân bay và các cơ sở quân sự tại đây. Thời tiết bất lợi do gió mạnh và biển động khiến Lực lượng Đặc nhiệm 92 chỉ rút lui ở vận tốc 9 kn (17 km/h), nhưng cũng ngăn trở sự truy đuổi của máy bay đối phương. Các con tàu quay trở về Attu an toàn vào ngày 25 tháng 11.
Từ Adak, Đội khu trục 113 bao gồm Stoddard đã đi đến căn cứ tàu ngầm tại Dutch Harbor, và sau khi trải qua hai tuần lễ của tháng 12 tại đây, nó ra khơi vào ngày 13 tháng 12, gia nhập trở lại Lực lượng Đặc nhiệm 92. Vào ngày 3 tháng 1 năm 1945, lực lượng lên đường cho một đợt càn quét khác đến quần đảo Kuril. Hai ngày sau, trong hoàn cảnh có mưa tuyết nhưng biển lặng, lực lượng bắn phá khu vực Surabachi Wan thuộc Paramushiro, phá hủy các cơ sở và sân bay tại đây. Lực lượng Đặc nhiệm 92 rút lui về phía Attu với tốc độ cao, về đến Dutch Harbor vào ngày 13 tháng 1, và được nghỉ ngơi mười ngày.
Vào ngày 16 tháng 1, Stoddard và Rowe (DD-564) đi về phía Nam để thực tập huấn luyện tại khu vực quần đảo Hawaii. Họ đi đến Trân Châu Cảng vào ngày 22 tháng 1, và lại khởi hành vào ngày 7 tháng 2 để quay trở lại Attu. Họ đi đến vịnh Massacre vào ngày 13 tháng 2, kịp thời để gia nhập lực lượng được tập trung cho đợt bắn phá Kuabu Zaki. Các con tàu ra khơi vào ngày 16 tháng 2, đi đến ngoài khơi Paramushiro lúc bình minh ngày 18 tháng 2, bắn phá hòn đảo này cho đến nữa đêm trước khi rút lui về Attu, đến nơi vào ngày 20 tháng 2. Ba ngày sau, họ chuyển sang Adak để tiếp liệu và sửa chữa. Lực lượng quay trở lại Attu vào ngày 8 tháng 3, và đến ngày 15 tháng 3, họ lại tấn công Matsuwa một lần nữa. Từ ngày 1 đến ngày 17 tháng 4, chiếc tàu khu trục tham gia cùng lực lượng đặc nhiệm để thực tập tại khu vực phụ cận Adak, và đến ngày 18 tháng 4, nó cùng phần còn lại của Đội khu trục 113 rời khu vực Aleut.

#### Trận Okinawa
Stoddard đi vào Trân Châu Cảng lần thứ ba vào ngày 24 tháng 4, và trong gần một tháng, thủy thủ đoàn được nghỉ ngơi và huấn luyện chiến thuật nhằm chuẩn bị để được phái đến Okinawa cùng lực lượng đặc nhiệm tàu sân bay nhanh. Nó khởi hành từ Trân Châu Cảng vào ngày 11 tháng 5 trong thành phần hộ tống cho tàu sân bay Ticonderoga (CV-14) để hướng sang Ulithi. Trên đường đi, các đội bay của Ticonderoga có dịp thực tập bắn đạn thật vào ngày 17 tháng 5, khi họ ném bom bắn phá lực lượng Nhật Bản bị cô lập trên đảo Taroa và các đảo nhỏ khác thuộc đảo san hô Maloelap. Đội đặc nhiệm đi đến vũng biển Ulithi vào ngày 22 tháng 5, và một tuần sau đó, chiếc tàu khu trục khởi hành để đi Okinawa.
Stoddard đi đến ngoài khơi Okinawa vào ngày 2 tháng 6, bắt đầu làm nhiệm vụ cột mốc radar canh phòng. Cho dù Trận Okinawa sắp đi vào giai đoạn kết thúc, các sân bay lân cận của đối phương tại chính quốc Nhật Bản và Đài Loan cho phép không quân đối phương quấy phá liên tục các con tàu chung quanh hòn đảo. Những cơn hồng thủy Kamikaze lớn nhất đã trôi qua, nhưng bầu trời vẫn còn một số lượng lớn máy bay tấn công tự sát. Chiếc tàu khu trục đã bảo vệ cho nhiều tàu chở hàng rút lui vào ngày 4 tháng 6 để né tránh một cơn bão, rồi quay trở lại vị trí canh phòng. Lúc hoàng hôn ngày 7 tháng 6, hai máy bay đối phương tấn công nhưng đều bị bắn rơi xuống biển trước khi đến được con tàu. Trong lượt phục vụ canh phòng, bản thân con tàu đã bắn rơi hai máy bay đối phương, trợ giúp tiêu diệt hai chiếc khác, và có thể đã bắn rơi một chiếc nữa.
Stoddard rời Okinawa vào ngày 17 tháng 6 trong thành phần hộ tống cho thiết giáp hạm Mississippi (BB-41). Ba ngày sau, nó băng qua eo biển Surigao để tiến vào vịnh Leyte, và trong thời gian còn lại của tháng 6 nó được sửa chữa và tiếp liệu tại vịnh San Pedro. Con tàu lại ra khơi vào ngày 1 tháng 7 trong thành phần hộ tống cho Lực lượng Đặc nhiệm 38, lực lượng đặc nhiệm tàu sân bay nhanh. Trong 45 ngày tiếp theo, nó bảo vệ cho các tàu sân bay khi máy bay của chúng liên tiếp tấn công xuống các đảo chính quốc Nhật Bản. Nó được cho tách ra vào ngày 23 tháng 7 để gia nhập Đội khu trục 113 trong nhiệm vụ bắn phá Chichi-jima thuộc quần đảo Bonin. Sau khi xung đột kết thúc vào ngày 15 tháng 8, nó tiếp tục hoạt động cùng Lực lượng Đặc nhiệm 38 tại vùng biển gần Nhật Bản để hỗ trợ cho lực lượng chiếm đóng. Nó rời vùng biển Nhật Bản từ ngày 21 tháng 9 đến ngày 7 tháng 10 để được bảo trì tại Eniwetok, rồi quay trở lại cho các hoạt động huấn luyện cho đến tháng 11.
Vào ngày 18 tháng 11, Stoddard rời vùng biển Nhật Bản để quay trở về Hoa Kỳ. Nó băng qua kênh đào Panama một tháng sau đó và đi đến Xưởng hải quân Philadelphia hai ngày trước lễ Giáng Sinh. Công việc đại tu trong xưởng tàu kéo dài cho đến cuối tháng 3 năm 1946, và sau đó nó đưa hành khách đi đến Charleston, South Carolina vào tháng 4. Con tàu được đại tu để chuẩn bị ngừng hoạt động tại Xưởng hải quân Charleston vào ngày 8 tháng 7, và được rút biên chế vào tháng 1 năm 1947, neo đậu cùng Hạm đội Dự bị Đại Tây Dương tại Charleston.

### 1950 - 1965

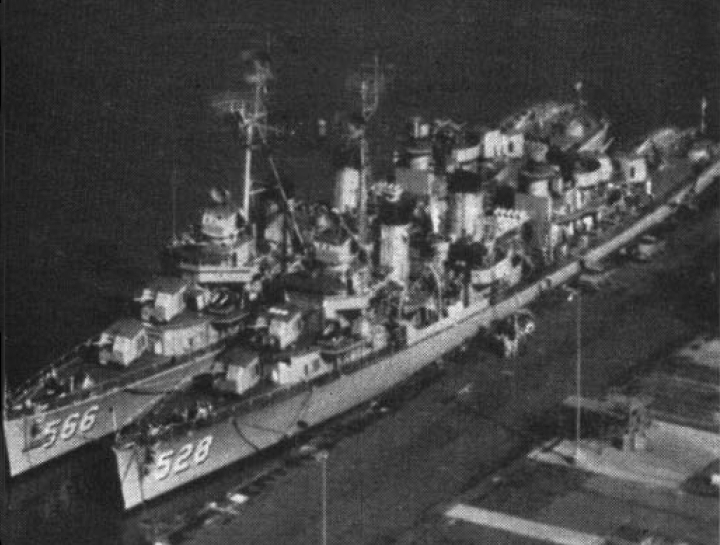
và Stoddard tại Trân Châu Cảng, 1960.

Stoddard được huy động trở lại vào tháng 11 năm 1950, và nhập biên chế vào ngày 9 tháng 3 năm 1951 dưới quyền chỉ huy của Hạm trưởng, Trung tá Hải quân Eli T. Reich. Nó được trang bị tại Xưởng hải quân Charleston và tại Newport, Rhode Island, rồi tiến hành chạy thử máy ngoài khơi Newport và vịnh Guantánamo, Cuba. Chiếc tàu khu trục được bố trí hoạt động cùng Đệ Lục hạm đội tại Địa Trung Hải, xen kẻ với được bảo trì tại Philadelphia và hoạt động dọc theo bờ biển Đại Tây Dương của Hoa Kỳ, cho đến tháng 12 năm 1954, khi nó băng qua kênh đào Panama để gia nhập Hạm đội Thái Bình Dương.
Vào tháng 1 năm 1955, Stoddard lên đường cho lượt bố trí đầu tiên sang khu vực Tây Thái Bình Dương kể từ sau Thế Chiến II, và không lâu sau khi đến nơi nó tham gia cuộc triệt thoái lực lượng Trung Hoa dân quốc khỏi quần đảo Đại Trần thuộc Chiết Giang, Trung Quốc. Sau đó, nó phục vụ tuần tra tại eo biển Đài Loan. Từ đó, nó xen kẻ các lượt được bố trí hoạt động tại Viễn Đông với các hoạt động thường lệ dọc theo vùng bờ Tây; trong mười năm tiếp theo, nó tập trung các hoạt động tại khu vực Biển Đông và eo biển Đài Loan, vốn là khu vực tiềm ẩn khả năng xung đột và bất ổn. Đến năm 1961, cuộc khủng hoảng chính trị đưa đến nội chiến tại Lào đã khiến nó chuyển trọng tâm hoạt động sang khu vực Đông Nam Á.

### Chiến tranh Việt Nam 1965 - 1968
Vào ngày 4 tháng 6 năm 1965, Stoddard khởi hành từ San Diego cho phục vụ thường lệ sang khu vực Viễn Đông. Đến giữa tháng 6, nó hoạt động dọc theo bờ biển Việt Nam chủ yếu tại các khu vực chiến sự nguy hiểm, bắn pháo hỗ trợ cho lực lượng Hoa Kỳ và Nam Việt Nam trên bờ trong các hoạt động chống lực lượng Quân đội Nhân dân Việt Nam. Sau khi được bảo trì tại Nhật Bản và nghỉ ngơi tại Hong Kong, nó tham gia cùng tàu sân bay Independence (CVA-61) tại trạm Yankee, phục vụ như tàu canh phòng máy bay và bảo vệ cho chính chiếc tàu sân bay. Đến đầu tháng 11, nó quay trở lại Nhật Bản để chuẩn bị quay trở về Hoa Kỳ, rời Sasebo vào ngày 5 tháng 11 và về đến San Diego vào ngày 24 tháng 11.
Stoddard trải qua một năm tiếp theo hoạt động cùng Đệ Nhất hạm đội tại vùng biển ngoài khơi bờ Tây Hoa Kỳ, duy trì tình trạng sẵn sàng chiến đấu qua các đợt huấn luyện, thực hành tác xạ và thực tập chống tàu ngầm. Đến ngày 5 tháng 11 năm 1966, nó rời San Diego để đi Trân Châu Cảng, trải qua các ngày 10 và 11 tháng 11 tại đây trước khi tiếp tụ hành trình đi sang Nhật Bản. Đi đến Yokosuka vào ngày 20 tháng 11, con tàu ở lại đây cho đến ngày 26 tháng 11, khi nó lên đường đi vịnh Subic thuộc Philippines.
Giống như lượt bố trí trước đó, nhiệm vụ của Stoddard là hỗ trợ cho các chiến dịch của lực lượng Hoa Kỳ và quân đội Việt Nam Cộng Hòa chống lại lực lượng Cộng sản. Chiếc tàu khu trục đã có ba đợt hoạt động trong lượt bố trí ngoài khơi Việt Nam này. Từ ngày 2 tháng 12 năm 1966 đến ngày 4 tháng 1 năm 1967, nó làm nhiệm vụ canh phòng máy bay cho tàu sân bay Kitty Hawk (CVA-63) trong vịnh Bắc Bộ. Sau khi được bảo trì và tiếp liệu tại vịnh Subic, nó quay trở lại trạm Yankee vào ngày 17 tháng 1, và trong một tháng tiếp theo đã tuần tra nhân dịp Tết Nguyên đán, và tham gia Chiến dịch Sea Dragon, hoạt động can thiệp chống tàu bè tiếp tế của đối phương. Trong một tháng nó đã đánh chìm 26 xuồng tiếp liệu nhỏ và nhiều lần đấu pháo cùng các khẩu đội pháo bờ biển của đối phương.
Stoddard quay trở về vịnh Subic vào ngày 16 tháng 2 năm 1967 để bảo trì, rồi lên đường đi Hong Kong bốn ngày sau đó để nghỉ ngơi. Nó quay trở lại Trạm Yankee vào ngày 3 tháng 3 cho đợt hoạt động cuối cùng của lượt phục vụ này. Sau năm ngày làm nhiệm vụ canh phòng máy bay cho tàu sân bay Kitty Hawk, nó chuyển sang nhiệm vụ Sea Dragon, tăng cường bắn phá bờ biển và phản pháo đối phương. Nó đã phá hủy các cơ sở radar, kho đạn, khu vực tập trung quân và những khẩu đội pháo bờ biển; và đã chịu đựng những hư hại nhẹ do pháo đối phương khi giải cứu một phi công bị bắn rơi vào ngày 17 tháng 3, bị bắn trúng trực tiếp một quả đạn pháo. Nó trải qua năm ngày sau cùng của lượt phục vụ để canh phòng máy bay cho tàu sân bay Hancock (CVA-19).
Sau các chặng dừng tại Sasebo và Yokosuka, Stoddard lên đường vào ngày 20 tháng 4 để quay trở về Hoa Kỳ, đi ngang qua đảo san hô Midway và Trân Châu Cảng, và về đến San Diego vào ngày 5 tháng 5. Con tàu tham gia huấn luyện học viên sĩ quan thuộc Học viện Hải quân Hoa Kỳ trong tháng 5 và đầu tháng 6, rồi hoạt động tại chỗ cho đến ngày 22 tháng 9, khi nó đi vào Xưởng hải quân Long Beach để đại tu. Công việc trong xưởng tàu hoàn tất vào ngày 19 tháng 12, và con tàu tiếp nối các hoạt động tại chỗ ngoài khơi San Diego vào ngày hôm sau.
Vào ngày 10 tháng 6 năm 1968, Stoddard lên đường cùng các tàu khu trục Richmond K. Turner (DLG-20) và Ingersoll (DD-652) cho lượt bố trí cuối cùng sang Tây Thái Bình Dương. Nó đi đến Trân Châu Cảng vào ngày 16 tháng 6, và sau các chặng dừng tiếp nhiên liệu tại Midway và Guam, đã đi đến vịnh Subic, Philippines vào ngày 3 tháng 7. Con tàu đã phục vụ canh phòng máy bay cho tàu sân bay America (CVA-66) trong vịnh Bắc Bộ, và bắn pháo hỗ trợ cho binh lính trên bờ tại khu vực phụ cận Huế. Sau các chặng dừng tại Cao Hùng, Đài Loan, Hong Kong, và Sasebo, Nhật Bản, nó quay trở về nhà vào ngày 7 tháng 12.
Stoddard hoạt động tại chỗ dọc theo vùng bờ Tây cho đến tháng 9 năm 1969, khi nó được cho xuất biên chế và đưa về Hạm đội Dự bị Thái Bình Dương tại Mare Island, California. Tên nó được cho rút khỏi danh sách Đăng bạ Hải quân vào ngày 1 tháng 6 năm 1975; trở thành chiếc cuối cùng trong lớp Fletcher được rút đăng bạ.

### Mục tiêu thử nghiệm vũ khí
Đến ngày 30 tháng 6 năm 1976, con tàu được chuyển đến Trung tâm Thử nghiệm Tên lửa Thái Bình Dương tại Point Mugu, được tháo dỡ thiết bị, và trong những năm tiếp theo đã phục vụ như mục tiêu để thử nghiệm nhiều chương trình vũ khí khác nhau, bao gồm Dự án Tomahawk.
Từ tháng 11 năm 1983, hệ thống vũ khí phòng thủ tầm cực gần Phalanx CIWS phiên bản block 0 được trang bị để thử nghiệm phòng thủ tên lửa giai đoạn cuối. Việc thử nghiệm các block khác nhau của kiểu vũ khí này kéo dài cho đến năm 1990. Cuối cùng nó được chiếc tàu cứu hộ Salvor (T-ARS-52) kéo đến một vị trí gần đảo Kauai, Hawaii vào ngày 22 tháng 7 năm 1997, và bị đánh chìm như một dãi san hô nhân tạo, tại vị trí 22°47′39″B 160°36′41″T / 22,79417°B 160,61139°T, ở độ sâu 2.550 sải (4.660 m).

## Phần thưởng
Stoddard được tặng thưởng ba Ngôi sao Chiến trận do thành tích phục vụ trong Thế Chiến II, và thêm ba Ngôi sao Chiến trận khác trong Chiến tranh Việt Nam.